# 한국의 무용 음악
한국의 무용 음악(韓國－舞踊音樂)은 한국 전통 무용에 반주로 사용되는 음악이다. 한국의 무용 음악은 크게 제례 무용 음악, 궁중 무용 음악, 민속 무용 음악 3가지로 나눌 수 있다. 제례(祭禮)와 궁중연례(宮中宴禮)에는 그 제도가 악(樂)·가(歌)·무(舞)라 하여, 기악과 성악과 춤이 삼위일체가 되는 것이 원칙이다. 따라서 일무(佾舞)와 궁중무용(정재, 呈才)은 무용음악이 따로 있는 것이 아니며, 일반적으로 궁중음악은 거의 모두가 무용음악으로도 쓰인다. 민속무용음악은 타악기만으로 연주되는 예도 있고, 관현악기로 편성된 삼현육각(三絃六角)으로 연주되는 예도 있다. 타악기로만 연주하는 무용음악은 그 곡 이름이 따로 있는 것이 아니고 굿거리·타령 등과 같이 장단 이름이 같은 경우(예: 굿거리·자진굿거리·살풀이·자진살풀이)와 곡 이름과 장단 이름이 다른 경우(예: 반염불－도드리, 허튼타령－타령, 당악－볶는타령)가 있다. 일무와 정재의 무용음악은 많은 특수악기가 동원된 대편성으로 웅장하고 장중한 표현력을 갖는데, 민속무용음악은 소편성으로 간결하고 재치있는 표현력을 갖는다. 일무의 무용음악은 아정하고 현묘하며, 정재의 무용음악은 장중하고 화려하고, 민속무용의 무용음악은 흥겹고 구성지다.

## 제례무용음악
안지악(凝安之樂)·명안지악(明樂之樂)·서안지악(舒安之樂)은 문묘의 문무(文舞)에 쓰이고, 성안지악(成安之樂)은 문묘의 무무(武舞)에 쓰인다. 보태평(保太平)은 종묘의 문무에, 정대업(定大業)은 종묘의 무무에 쓰인다.

## 궁중무용음악
수제천(壽齊天)은 처용무(處容舞)·아박무(牙拍舞)에 쓰이고, 여민락(與民樂)－본령(本令－太平春之曲)은 문덕곡(文德曲)·복무(福舞)에 쓰이고, 보허자(步虛子－長春不老之曲)는 수연장(壽延長)·헌선도(獻仙桃)·오양선(五羊仙)·향발무·몽금척(夢金尺) 등에 쓰이며, 삼현도드리(三絃還入－咸寧之曲)는 포구락(抛毬樂)·무고(舞鼓)·무애무(無▩舞)·가인전목단(佳人剪牧丹) 등에 쓰이고 향당교주(鄕唐交奏－豊慶曲)는 광수무(廣袖舞)·망선문(望仙門)·헌천화(獻天花)·심향무(沈香舞) 등에 쓰인다. 또 길타령(日昇春之曲)은 학무(鶴舞)에, 평조회상(平調會相－(柳初新之曲)은 춘앵전에, 염불타령(念佛打令－獻天壽)은 사자무(獅子舞)에 쓰이고, 삼현풍류(三絃風流－表正萬方之曲)는 위의 여러 무용음악에 곁들여 쓰인다. 궁중무용에서 자주 쓰이는 무용음악은 보허자·삼현도드리·향당교주·삼현풍류 등이고 많이 쓰이지 않지만 훌륭한 곡으로 치는 것은 수제천·평조회상·본령이라 하겠다.

## 민속무용음악
민속무용 반주에 쓰이는 음악은 꽹과리·징·장구·북 등 타악기가 중심이 되고 여기에 호적·나팔을 곁들이는 경우와 피리·대금·해금이 중심이 되고 여기에 장구·좌고 혹은 장을 곁들이는 이른바 삼현육각으로 연주하는 경우가 있다. 뒤의 것은 경기도·충청도·전라도 및 그 인접지역에서 많이 쓰이는 음악으로, 반염불·굿거리·허튼타령·당악·살풀이·도살풀이 등이 있다. 앞의 것은 전국적으로 어디나 쓰이며, 뒤의 것은 변방으로 갈수록 쓰는 예가 드물다.

### 반염불
궁중무용에도 간혹 쓰이는 예가 있지만, 주로 민속무용에 두루 쓰이는 느리고 장중한 무용음악이다. 삼현육각이 표준이나 네 악기 정도로 연주되는 수가 많다. 이 음악은 줄풍류에서 염불, 행악(行樂)에서 길염불과 관계가 있을 것으로 보고 있다. 6박 장단인 '도드리' 장단이고, 5음계로 구성되며 솔(sol)로 마친다. 3장(章)으로 구성되었는데, 각 장이 도드리 두 장단으로 구성되어 매우 짧다. 3장·1장·2장 순서로 연주하며, 몇번이고 되풀이한다. 반염불이 쓰이는 무용은 무당춤·승무·검무 등과 봉산탈춤·양주산대·인형극 등 도드리장단이 쓰이는 민속무용은 거의가 반염불이 연주된다.

### 굿거리
민속무용 반주에 쓰이는 무용음악의 하나. 민속무용음악의 대표적인 곡으로 흥겹고 구성지다. 악기편성은 삼현육각이 표준이지만, 피리·젓대·해금·장구로 편성하는 것이 보통이다. 장단은 굿거리이고, 가락은 5음계이며 솔(sol)로 마친다. 7마루로 구성되었으며, 먼저 한 장단의 반마루로 시작해서 한 장단의 제5마루, 두 장단의 제6마루, 두 장단의 제7마루, 두 장단의 제1마루, 한 장단의 제2마루, 두 장단의 제3마루, 두 장단의 제4마루를 연주하고, 다시 처음 반마루로 되풀이된다. '굿거리' 무용음악이 쓰이는 무용은 무당춤·승무·검무 등이며 봉산탈춤·양주산대·인형극 등 민속극에서도 쓰인다.

### 허튼타령
민속무용 반주에 쓰이는 무용음악의 하나. 줄풍류 타령·삼현풍류 타령과도 관련이 있는 곡으로 경쾌하고 구성지다. 줄풍류처럼 악기들이 제주(齊奏)하는 것이 아니고, 각 악기들의 가락이 조금씩 달리 되어 있어 가락이 흐트러져 들린다. 악기편성은 삼현육각이 표준이지만, 흔히 피리·대금·해금·장구로 편성된다. 장단은 타령장단이고, 가락은 5음계 구성으로 솔(sol)로 마친다. 허튼타령은 느린허튼타령·중허튼타령·자진허튼타령으로 구분하기도 한다. 느린허튼타령은 12장단이고, 중허튼타령이나 자진허튼타령은 24장단으로 느린허튼타령을 배로 확대한 것이다. 악기편성은 굿거리와 같다. 장단은 느린타령이고 가락은 5음계이다. 허튼타령이 무용음악으로 쓰이는 무용은 무당춤·검무 등이고, 봉산탈춤·양주산대·인형극 등에도 쓰인다.

### 당악 (휘모리)
민속무용의 반주에 쓰이는 무용음악의 하나. 빠른 동작으로 격렬하게 뛰는 도무(跳舞)에 쓰이는 음악으로 경쾌하고 익살스럽다. 악기편성은 굿거리와 같다. 장단은 자진타령 혹은 휘모리 장단이고, 5음계 구성이며 라(la)로 마친다. 당악이 무용음악으로 쓰이는 무용은 무당춤·검무 등이고, 봉산탈춤·꼭두각시 같은 민속극에도 쓰인다.

### 살풀이
민속무용 반주에 쓰이는 무용음악의 하나. 전라도에 살풀이 무속음악이 있다. 한을 느끼는 슬픈 가락이지만, 흐늘거리고 멋드러진다. 음악적 특징은 시나위와 같다. 악기편성은 피리·대금·해금·장구·징이 원칙이다. 장단은 살풀이 장단이고, 가락은 시나위 가락과 같다. 살풀이 가락은 비고정가락(非古定旋律)이므로, 대개 즉흥적인 가락을 연주하고, 장이나 마루의 구분도 없다. 살풀이춤의 무용음악으로 쓰인다.

### 자진살풀이
민속무용음악의 하나. 반드시 살풀이에 이어서 연주된다. 살풀이에 비해서 경쾌하고 구성지다. 장단이 자진모리와 비슷한 자진살풀이 장단인 것을 제외하고 음악적 특징은 살풀이와 같다. 살풀이춤에 쓰인다.